# اهناپی (ویسکانسین)
اهناپی، ویسکانسین (به انگلیسی: Ahnapee, Wisconsin) یک شهرک در ایالات متحده آمریکا است که در شهرستان کیوانی، ویسکانسین واقع شده‌است.

## خصوصیات
اهناپی ۸۰٫۷ کیلومترمربع مساحت و ۹۷۷ نفر جمعیت دارد و ۱۷۹ متر بالاتر از سطح دریا واقع شده‌است.